# 第188旅団支援大隊 (アメリカ軍)
第188旅団支援大隊(188th Brigade Support Battalion)はアメリカ陸軍第18野戦砲兵旅団に属する部隊で、第18野戦砲兵旅団のCSS-Combat Service & Support(戦闘支援およびサービス）を担う部隊である。
第18野戦砲兵旅団傘下の戦闘部隊が海外へ派兵される場合、第188大隊よりFSC-Forward Service Company（前方支援中隊）が編成されその戦闘部隊と共に派兵される。第18砲兵旅団の兵器・車両整備、そして物資・燃料・食料・弾薬輸送その他もろもろの任務をになっている。

## 部隊史
車両修理部隊、弾薬補給部隊、などといろいろ名前を変えてきたが部隊そのものの歴史はながく第一次世界大戦時から存在している。第18砲兵旅団が第82空挺師団傘下に置かれる事にさきだち2007年3月に編成される。第206通信中隊は第18砲兵旅団直属だが指揮系統の関係から公式には第188旅団支援大隊に属している。

## クレスト
部隊クレストはアフリカとイタリアでの戦闘参加と強さのシンボル、オークの木をあしらったもの。